# Seobu-myeon
Seobu-myeon (koreanska: 서부면) är en socken i kommunen Hongseong-gun i provinsen Södra Chungcheong i Sydkorea, 120 km söder om huvudstaden Seoul.